# It's So Easy (Guns N' Roses)
"It's So Easy" is de allereerste single van de Amerikaanse hardrockband Guns N' Roses en verscheen op hun debuutalbum Appetite for Destruction. Er werden meer dan 28 miljoen CD's verkocht van deze hit en hij piekte op nummer 84 in the Billboard Hot 100, de belangrijkste Amerikaanse hitlijst. Het is meer een dan de rest van het album een punkrocknummer.

## Oorsprong
Het lied is oorspronkelijk geschreven door bassist Duff McKagan en West Arkeen. Volgens hen gaat het over de tijd die de groep toen doorging. Ze hadden niet veel geld maar ze hadden wel veel meisjes. 
Volgens fans gaat het eerder over hoe gemakkelijk vrouwen te krijgen zijn nadat je heel bekend bent en over prostitutie.

## Video
Er is een video gemaakt over It's So Easy maar die is nooit uitgebracht. Er is een liveoptreden te zien en meisjes in bikini's. Niemand wilde de promo video zien totdat men de clip van Welcome to the Jungle uitbracht.

## Tracklijst
| 1.                | It's So Easy   | 3:24 |
| 2.                | Mr. Brownstone | 3:47 |
| Totale duur: 7:11 |                |      |

| 1.                 | It's So Easy               | 3:24 |
| 2.                 | Mr. Brownstone             | 3:47 |
| 3.                 | Shadow of Your Love (live) | 3:03 |
| 4.                 | Move to the City (live)    | 3:41 |
| Totale duur: 13:55 |                            |      |